# M-71 (plataforma de satélite)
M-71 (também conhecida por 2МВ ou WW2) é a desginação de uma plataforma de satélites multimissão desenvolvida pelo NPO Lavochkin (OKB-301), tendo sido usada nas espaçonaves intermediárias do Programa Marte e também do Programa Vênera.